# Nightfall
Nightfall – grecki zespół wykonujący muzykę z pogranicza black, death i gothic metalu. Zespół powstał w 1991 roku w Atenach. Założycielem grupy był basista i wokalista Efthimis Karadimas, którego w 1999 roku w roli basisty zastąpił Marc McKnight, by ten mógł skupić się na śpiewie.
W 1991 roku grupa wydała swoje pierwsze wydawnictwo demo zatytułowane Vanity, które w zaledwie 2 miesiące później przyniosło jej oficjalny kontrakt płytowy. Holy Records, która zaproponowała zespołowi wydanie albumu stała się jej wydawcą aż do 2003 roku.
W 1992 roku ukazał się pierwszy album Nightfall pt. Parade into Centuries, zrealizowany w składzie Chris Adamou i Mike Galiatsos (gitary), Costas Savidis (perkusja) oraz Efthimis Karadimas (gitara basowa, wokal). W 1993 roku skład został poszerzony o instrumentalistę klawiszowca, który występował w grupie do 2005 roku.
Do rozłamu w 1999 roku w niemal niezmienionym składzie grupa wydała 8 wydawnictw, jedynie w 1997 roku na krótko w Nightfall pojawił się gitarzysta Jim Agelopoulos. Natomiast na albumie Diva Futura zespół pojawił się już w zupełnie innym składzie, aczkolwiek perkusista Mark Cross wystąpił na wydawnictwie sesyjnie. Zastąpił go wkrótce potem George Kollias, który występował w grupie do 2005 roku, kiedy to ukazał się album Lyssa: Rural Gods and Astonishing Punishments. W chwilę po wydaniu tego albumu zespół zawiesił działalność.
W lutym 2010 roku zespół wznowił działalność. Następnie muzycy podpisali kontrakt na wydanie najnowszego albumu Astron Black & the Thirty Tyrants z wytwórnią Metal Blade Records.

## Muzycy

### Ostatni znany skład zespołu
- Efthimis Karadimas - gitara basowa, wokal (1991-1999), wokal (1999-2006, od 2010)
- George Bokos - gitara (2002-2006, od 2010)
- Bob Katsionis - gitara (1999-2006, od 2010)
- Kostas Kyriakopoulos - gitara basowa (2004-2006, od 2010)
- Stathis Cassios - keyboard (2005-2006, od 2010)

### Byli członkowie zespołu
- Chris Adamou - gitara (1991-1999)
- Jim Agelopoulos - gitara (1997)
- Mike Galiatsos - gitara (1991-1999)
- Phil Anton - gitara (1999-2002)
- Costas Savidis - perkusja (1991-1999)
- George Kollias - perkusja (1999-2005)
- Mark Cross - perkusja (1999)
- George Aspiotis - keyboard, pianino, efekty dźwiękowe (1993-1999)
- Babis Stilos - gitara
- Marc McKnight - gitara basowa (1999-2002)

## Dyskografia
- Vanity (Demo, 1991)
- Parade into Centuries (1992)
- Oh Black Queen, Oh You're Mine (singel, 1993)
- Macabre Sunsets (1994)
- Eons Aura (EP, 1995)
- Athenian Echoes (1995)
- Lesbian Show (1997)
- Anthems of the Night (EP, 1999)
- Electronegative (EP, 1999)
- Diva Futura (1999)
- I am Jesus (2003)
- Lyssa: Rural Gods and Astonishing Punishments (2005)
- Astron Black and the Thirty Tyrants (31 sierpnia 2010)[4]

## Teledyski
- "Lesbian Show" (1997)[5]
- "Swollen" (2005, reżyseria: Bob Katsionis)[5]
- "Ambassador Of Mass" (2010, reżyseria: Achilleas Gatsopoulos)[6]